# Романова Наталія Андріївна
Наталія Андріївна Романова (18 листопада 1960, м. Будапешт, Угорщина — 5 листопада 2020) — український політичний діяч. Голова Чернігівської обласної ради (2006—2010 рр.). Тимчасовий виконувач обов'язків голови Чернігівської обласної державної адміністрації (з 11 червня по 31 жовтня 2019 року).

## Життєпис
Народилась в родині військовослужбовця. Мати — Тупиця Оксана Михайлівна, вихователь дитячого інтернату у смт. Любеч, батько — Тупиця Андрій Дмитрович, кадровий офіцер.
У 1978 році закінчила Чернігівську середню школу № 3.
У 1978—1983 роках навчалася на факультеті історії та права Чернігівського державного педагогічного інституту (нині університет), отримала вищу освіту за спеціальністю «Вчитель історії та радянського права».
У 1983—1996 роках працювала вчителем історії та права в середній школі № 11 м. Чернігова. З 1998 року почала працювати заступником директора колегіуму № 11 м. Чернігова, була членом Комісії міського управління освіти та науки. Запровадила ряд авторських програм, ініціювала створення профільних юридичних класів.
У 2001—2006 роках працює помічником-консультантом народного депутата України, голови Комітету Верховної Ради України з питань правової політики Василя Онопенка, активно займається політикою. З 1999 року — член Правління Української соціал-демократичної партії (УСДП), голова Чернігівської обласної партійної організації УСДП.
З 2002 року займається правозахисною діяльністю, обрана почесним головою Чернігівського громадського комітету захисту прав людини, була керівником та експертом ряду правозахисних проектів, є співавтором національної доповіді «Права людини в Україні». У 2003–2006 рр. була керівником безкоштовної юридичної приймальні в Україні Міжнародної гельсінської федерації з прав людини.
З 2006 року — навчається у Національній академії державного управління при Президентові України на факультеті вищих керівних кадрів.
З 2006 року — член постійної делегації України в Палаті Конгресу місцевих та регіональних влад Ради Європи. Тричі обиралася Віце-президентом КМРВРЄ, а в 2012—2014 роках — президент палати регіонів КМРВРЄ.
28 квітня 2006 — 19 листопада 2010 року — голова Чернігівської обласної ради.
У 2008 році — закінчила з червоним дипломом Одеську національну юридичну академію за спеціальністю цивільна та господарська юстиція. Магістр права.
З 2012 року — директор Школи вищого корпусу державної служби.
Згідно з розпорядженням голови обласної державної адміністрації від 3 березня 2016 року № 137-к (зі змінами та доповненнями розпорядження голови обласної державної адміністрації від 12 грудня 2017 року № 443-к) Наталію Андріївну Романову призначено заступником голови Чернігівської обласної державної адміністрації.
З 11 червня по 31 жовтня 2019 року — тимчасовий виконувач обов'язків голови Чернігівської обласної державної адміністрації.
5 листопада 2020 року померла. Відомо, що вона тривалий час лікувалася від раку.

## Сім'я
Чоловік — Романов Олег Вікторович, староста с. Редьківка, Чернігівського району, Чернігівської області. Син — Романов Роман Олегович, адвокат. Бувша невістка — в минулому депутат від «Самопомочі» Анна Романова.